# Прохорович, Ермолай Васильевич
Ермолай Васильевич Прохоро́вич (1884—1983) — советский деятель медицинской отрасли, главный врач Морозовской детской больницы (1942—1963), заслуженный врач РСФСР.

## Биография
Родился 9 (21) августа 1884 года в Болотнице Прилукского уезда Полтавской губернии (ныне Талалаевский район, Черниговская область, Украина) в казачьей семье.
Окончил Андреевскую сельскохозяйственную школу, которая располагалась в Маяцкой волости Кобеляцкого уезда Полтавской губернии.
В 1905 году допущен к экзаменам зрелости в мужской гимназии города Златополь, успешно их сдал и получил аттестат за № 867.

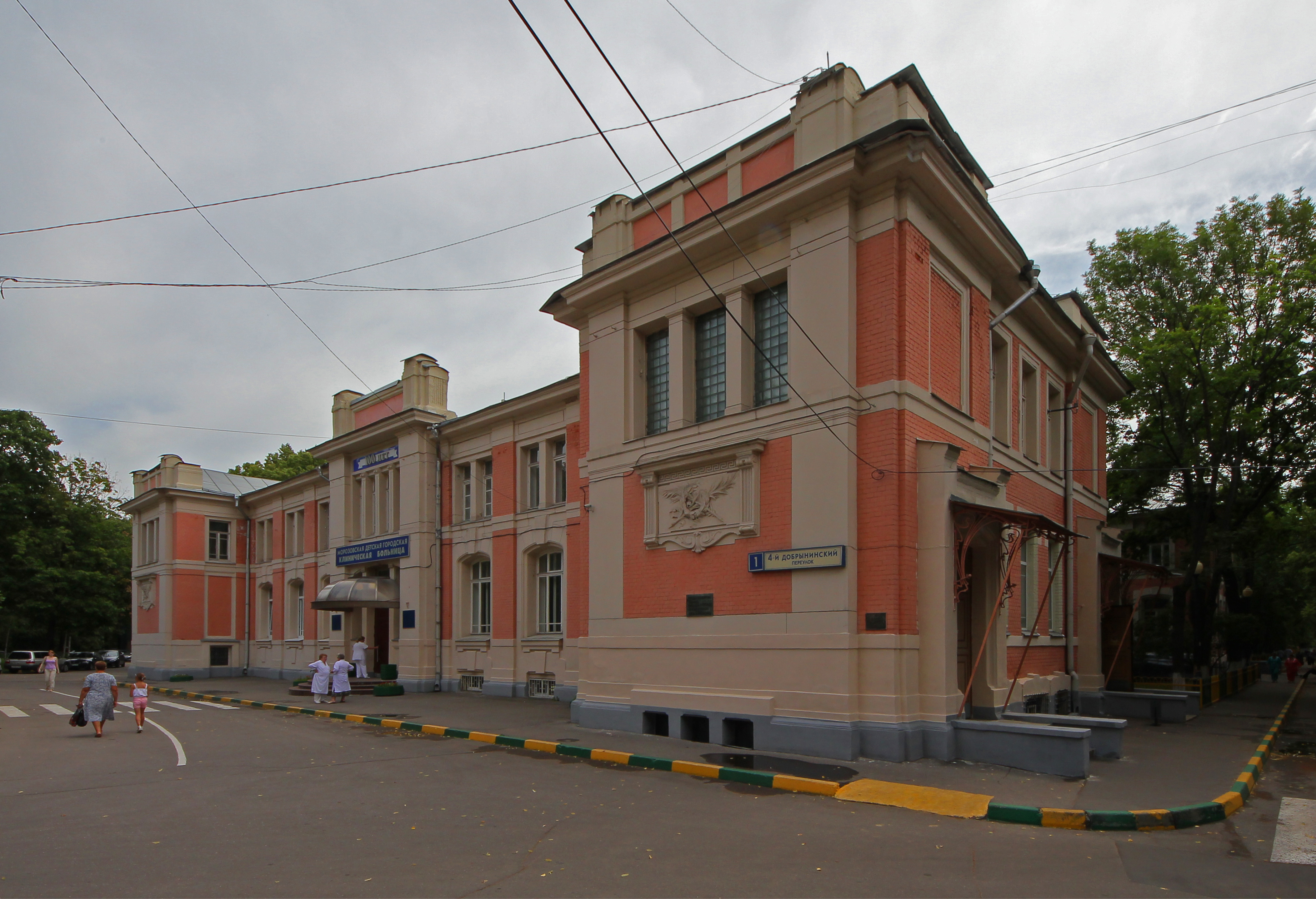
Морозовская детская больница

Закончил медицинский факультет Киевского университета Святого Владимира.
В исторических архивах упоминается как городской врач города Владимира (1914—1916).
В 1920-е годы был организатором здравоохранения в Кубано-Черноморском крае. В годы первых пятилеток Прохоровичу поручают возглавить работу медицинских учреждений в Магнитогорске.
В 1930-е годы подвергался репрессиям. При допросах Прохоровичу повредили сетчатку светом яркой лампы, в результате чего до конца жизни Ермолай Васильевич страдал светобоязнью.
В 1942—1963 годах — главный врач Морозовской детской больницы (Замоскворечье, 4-й Добрынинский пер., д. 1/9). В тяжелые военные годы сплотил коллектив больницы. В 1943 году по его инициативе было открыто неврологическое отделение. В послевоенные годы под его руководством был организован ряд специализированных отделений: глазное, отоларингологическое, отделение новорожденных, эндокринологическое, городская консультативная поликлиника, санаторий для больных ревматизмом.
Делу организации здравоохранения посвятил 50 лет.
Умер в 1983 году в Москве.

## Семья
Дети:
- Татьяна Ермолаевна Прохорович (1909—1996), архитектор;
- Людмила Ермолаевна Прохорович (1910—2009), пищевой микробиолог (МНИИПП), кандидат технических наук, шахматистка;
- Тарас Ермолаевич Прохорович (1929—1973), шахматист, мастер спорта.

## Награды и премии
- Сталинская премия 3-й степени (1951) — за разработку и внедрение нового способа лечения бациллярной дизентерии.
- Заслуженный врач РСФСР
- Отличник здравоохранения
- орден Ленина
- орден Трудового Красного Знамени
- медаль «За доблестный труд в Великой Отечественной войне 1941—1945 гг.»